# Ostrówek (Słupca)
Pour les articles homonymes, voir Ostrówek.
Ostrówek (prononciation : [ɔsˈtruvɛk]) est un village polonais de la gmina d'Orchowo dans le powiat de Słupca de la voïvodie de Grande-Pologne dans le centre-ouest de la Pologne.
Il se situe à environ 3 kilomètres au nord-est d'Orchowo (siège de la gmina), à 28 kilomètres au nord de Słupca (siège du powiat) et à 74 kilomètres à l'est de Poznań (capitale régionale).
Le village possédait une population de 16 habitants en 2012.

## Histoire
De 1975 à 1998, le village faisait partie du territoire de la voïvodie de Konin.

Depuis 1999, Ostrówek est situé dans la voïvodie de Grande-Pologne.